# Lepthyphantes buensis
Lepthyphantes buensis är en spindelart som beskrevs av Robert Bosmans och Rudy Jocqué 1983. Lepthyphantes buensis ingår i släktet Lepthyphantes och familjen täckvävarspindlar.
Artens utbredningsområde är Kamerun. Inga underarter finns listade i Catalogue of Life.